# إرنست هايتش
إرنست هايتش (17 يونيو 1928 في تسيله؛ 18 سبتمبر 2019 في ريغنسبورغ ) عالم لغة كلاسيكي ألماني. ترجم وفسر تراث اليونان القديم، وخاصة نصوصه الفلسفية. يعتبر خبير في الفلسفة الأفلاطونية.

## سيرته الذاتية
عمل والد هايتش مساحًا (بالألمانية: Vermessungsgast)‏ في البحرية الإمبراطورية في شرق أفريقيا الألماني خلال الحرب العالمية الأولى وبعدها سُجن في بلجيكا وفرنسا. في أوائل الثلاثينيات من القرن العشرين، عمل في مكتب تسجيل الأراضي في برلين، حيث قضى إرنست هايتش هناك طفولته وشبابه. التحق ارنست بمدرسة القواعد الثانوية (بالألمانية: Humanistischen Gymnasiums)‏ في شتجليتز، وفي عام 1944 انضم مع فصله للمساعدة في عمل مضادات الطائرات خلال الحرب العالمية الثانية، حيث نُقُل لخط الدفاع الامامي عند أودر، وأسرته القوات الروسية وسُجِنَ في غروجونتس. في عام 1947 أكمل دراسته وتخرج من المرحلة الثانوية في زولتاو. منذ عام 1948 درس هايتش فقه اللغة الكلاسيكي والفلسفة واللاهوت في جامعة غوتنغن حيث حصل على الدكتوراه عام 1955 تحت إشراف وولف هارتموت فريدريش "Wolf-Hartmut Friedrich" وكيرت لاتيه "Kurt Latte"، ثم عمل كمدرس مساعد في معهد الدراسات الكلاسيكية (بالألمانية: Institut für Altertumskunde)‏. عام 1960 حصل على شهادة التأهل للأستاذية برسالته (بالألمانية: Die griechische Dichter- fragmente der romischen Kaiserzeit)‏. ثم أصبح مدرس مساعد (بالألمانية: Außerplanmäßiger Professor)‏ في جامعة غوتنغن. عام 1967 قبل درجة الأستاذية في فقه اللغات الكلاسيكية من جامعة ريغنسبورغ. رفض عروض تدريس من جامعتي برن وفورتسبورغ. تقاعد في عام 1996.
كان هايتش عضو مراسل في المعهد الأثري الألماني ومحرر في دورية (بالألمانية: Die Beiträge zur Altertumskunde)‏. كان أيضًا عضوًا في أكاديمية العلوم في غوتنغن وأكاديمية العلوم والآداب في ماينز (بالألمانية: Akademie der Wissenschaften und der Literatur)‏. كان محرر لأعمال أفلاطون (بالألمانية: der Platon-Werke)‏، نُشرت هذه كجزء من مشروع متعدد التخصصات، كان مجال تخصص هايتش الرئيسي هو الملاحم والفلسفة اليونانية.

## مؤلفاته
- Die griechischen Dichterfragmente der römischen Kaiserzeit. Abhandlungen der Akademie der Wissenschaften zu Göttingen. Zwei Bände, 2. Auflage Göttingen 1964.
- Hesiod (Hg.), Wege der Forschung Bd. 44, Darmstadt 1966.
- Parmenides. Die Anfänge der Ontologie, Logik und Naturwissenschaft. München 1974.
- Wege zu Platon. Beiträge zum Verständnis seines Argumentierens. Göttingen 1992.
- Phaidros. Platon: Werke. Übersetzung und Kommentar. Bd. III,4. Göttingen 1993.
- Zum griechischen Epos. Gesammelte Schriften I, München 2001.
- Zur griechischen Philosophie. Gesammelte Schriften II, München 2001.
- Diverse Aufsätze. Gesammelte Schriften III (vollständiges Schriftenverzeichnis bis 2003), München 2003.
- Apologie des Sokrates. Platon: Werke. Übersetzung und Kommentar. Bd. I,2. Göttingen 2. durchges. Auflage 2004.
- Platon und die Anfänge seines dialektischen Philosophierens. Göttingen, 2004.
- Erzählung und Theologie in der Ilias. Mainz, 2008.
- Größerer Hippias. Platon: Werke. Übersetzung und Kommentar. Bd. VII,1. Mit einem Beitrag von Franz von Kutschera. Göttingen 1. Auflage 2011.

## للاستزادة
- Kürschners Deutscher Gelehrten-Kalender, Ausgabe 2003, Band 1, S. 1228.
- Norbert Blößner, Peter Roth: Ernst Heitsch †. In: Gnomon, Bd. 92 (2020), Heft 6, S. 570–576.

## روابط خارجية
- نصوص عن إرنست هايتش في فهرس مكتبة ألمانيا الوطنية